# Stürzelbach
Stürzelbach ist eine Ortsgemeinde im Landkreis Altenkirchen (Westerwald) in Rheinland-Pfalz. Sie gehört der Verbandsgemeinde Altenkirchen-Flammersfeld an.

## Geographie
Zu Stürzelbach gehören außer dem namensgebenden Ort die Ortsteile Mahlert und Trinnhausen, die südöstlich der Landesstraße 267 zwischen Fluterschen und Niederwambach liegen, sowie Breibacherhof nordwestlich davon. Die Kreisstadt Altenkirchen liegt etwa 5 km im Nordosten. Verkehrsmäßig ist Stürzelbach über eine Linienbusverbindung mit Altenkirchen und Flammersfeld verbunden.
Der Hauptort ist umgeben vom Staatsforst Altenkirchen; Nachbargemeinden sind Schöneberg im Nordwesten, Fluterschen im Norden, Ratzert im Süden und der zum Landkreis Neuwied gehörende Ort Breibach (Ortsteil von Niederwambach), der unmittelbar neben dem Stürzelbacher Ortsteil Breibacherhof liegt.

## Geschichte
Stürzelbach gehörte zur Grafschaft Sayn und nach deren Teilung im 17. Jahrhundert zur Grafschaft Sayn-Altenkirchen. Innerhalb der Grafschaft gehörte Stürzelbach zum Kirchspiel Almersbach, das auch eine weltliche Verwaltungseinheit darstellte und die niedere Gerichtsbarkeit ausübte. 1787 wurden in Stürzelbach zusammen mit Mahlert, Trinnhausen und dem Breibacherhof 18 Haushaltungen gezählt. Im Jahr 1803 wurde die Grafschaft und damit Stürzelbach im Reichsdeputationshauptschluss dem Fürstentum Nassau-Usingen zugesprochen, das 1806 im Herzogtum Nassau aufging. Infolge der auf dem Wiener Kongress (1815) getroffenen Beschlüsse sowie aufgrund eines zwischen Nassau und Preußen abgeschlossenen Vertrages wurden die beiden vormals saynischen Grafschaften an das Königreich Preußen abgetreten.
Unter der preußischen Verwaltung gehörte Stürzelbach zur Bürgermeisterei Altenkirchen im 1816 neu gebildeten gleichnamigen Kreis im Regierungsbezirk Koblenz, der von 1822 an zur Rheinprovinz gehörte.
Bevölkerungsentwicklung
Die Entwicklung der Einwohnerzahl von Stürzelbach, die Werte von 1871 bis 1987 beruhen auf Volkszählungen:
| Jahr | Einwohner |
| ---- | --------- |
| 1815 | 100       |
| 1835 | 180       |
| 1871 | 219       |
| 1905 | 213       |
| 1939 | 215       |
| 1950 | 244       |

| Jahr | Einwohner |
| ---- | --------- |
| 1961 | 229       |
| 1970 | 241       |
| 1987 | 243       |
| 1997 | 247       |
| 2005 | 263       |
| 2023 | 232       |

## Politik

### Gemeinderat
Der Gemeinderat in Stürzelbach besteht aus sechs Ratsmitgliedern, die bei der Kommunalwahl am 9. Juni 2024 in einer Mehrheitswahl gewählt wurden, und dem ehrenamtlichen Ortsbürgermeister als Vorsitzendem.

### Bürgermeister
Hans-Gerd Altgeld wurde am 20. Februar 2024 Ortsbürgermeister von Stürzelbach. Bei der Direktwahl am 28. Januar 2024 war er als einziger Bewerber mit einem Stimmenanteil von 82,14 % gewählt worden. Bei der Direktwahl am 9. Juni 2024 wurde Altgeld als einziger Kandidat mit 86,2 % für weitere fünf Jahre in seinem Amt bestätigt.
Altgelds Vorgänger waren Christopher Schär (Oktober 2021 bis zu seiner Amtsniederlegung zum 31. Oktober 2023), Jessica Albus (September 2018 bis zu ihrer Amtsniederlegung im April 2021) und zuvor Dieter Kellner, der das Amt 15 Jahre ausübte.

## Wirtschaft
Landwirtschaftliche Betriebe gibt es in Stürzelbach nur noch im Nebenerwerbsform. Ansonsten finden sich im Ort ca. 40 Arbeitsplätze in Handwerk und Bau sowie Dienstleistungsbereich. Die meisten Berufstätigen sind Pendler in Orte der näheren und weiteren Umgebung.

## Besonderheiten
In Stürzelbach existiert eine Begräbniskasse, die 1926 zum Zweck der gegenseitigen Unterstützung bei Sterbefällen gegründet wurde. Mitglied der Kasse können alle Personen innerhalb der Gemeinde werden, die das 55. Lebensjahr noch nicht überschritten haben.